# Campi di Deir ez-Zor
I campi di Deir ez-Zor erano i campi di detenzione situati nel cuore del deserto siriano, in cui molte migliaia di rifugiati armeni furono costretti alle marce della morte durante il genocidio armeno. Il viceconsole degli Stati Uniti ad Aleppo, Jesse B. Jackson, ha stimato che i rifugiati armeni, fino a Deir ez-Zor e a sud di Damasco, fossero 150.000, tutti sostanzialmente indigenti.

## Storia
Gli armeni sopravvissuti al genocidio del 1915-1916 furono spinti in avanti in due direzioni: verso Damasco o lungo l'Eufrate fino a Deir ez-Zor. Durante il primo periodo dei massacri, 30.000 armeni erano accampati in vari campi fuori dalla città di Deir ez-Zor. Erano sotto la protezione del governatore arabo, Ali Suad Bey, fino a quando le autorità ottomane decisero di sostituirlo con Salih Zeki Bey, noto per la sua crudeltà e barbarie. Quando i rifugiati, comprese donne e bambini, raggiunsero Deir ez-Zor, cucinavano erba, mangiavano uccelli morti, e sebbene ci fosse una grotta vicino a Deir ez-Zor per i prigionieri per un riparo fino a morire di fame, sembra che nessun "campo" sia mai stato appositamente pianificato per gli armeni.

Secondo Minority Rights Group,
Coloro che sopravvissero al lungo viaggio verso sud furono ammassati in enormi campi di concentramento all'aperto, il più cupo dei quali era Deir-ez-Zor [...] dove furono fatti morire di fame e uccisi da guardie sadiche. Un piccolo numero fuggì grazie alla protezione segreta di amichevoli arabi dai villaggi della Siria settentrionale.
Secondo Christopher J. Walker, la "'Deportazione' era solo un eufemismo per l'omicidio di massa. Non era previsto alcun provvedimento per il viaggio o l'esilio e, a meno che non potessero corrompere le guardie, nella quasi totalità dei casi era proibito loro cibo e acqua". Coloro che erano sopravvissuti arrivavano tra Jerablus e Deir ez-Zor, "un vasto e orribile campo di concentramento all'aperto".

## Genocidio armeno
Il governo ottomano perseguitò il popolo armeno e lo costrinse a marciare verso la città siriana di Deir el-Zor e il deserto circostante senza strutture e rifornimenti che sarebbero stati necessari per il sostentamento della vita di centinaia di migliaia di deportati armeni durante e dopo la loro marcia forzata verso il deserto siriano.
Haj Fadel Al-Aboud, che era il sindaco di Deir el-Zor, fornì loro cibo, alloggio e mezzi di sussistenza e sicurezza. Gli armeni restituirono il favore ad Al-Aboud quando le autorità coloniali francesi lo condannarono a morte ad Aleppo; lo sostennero e lo difesero, motivo per il quale i francesi ridussero la pena dell'esilio a Jisr al-Shughur.

## Memoriale

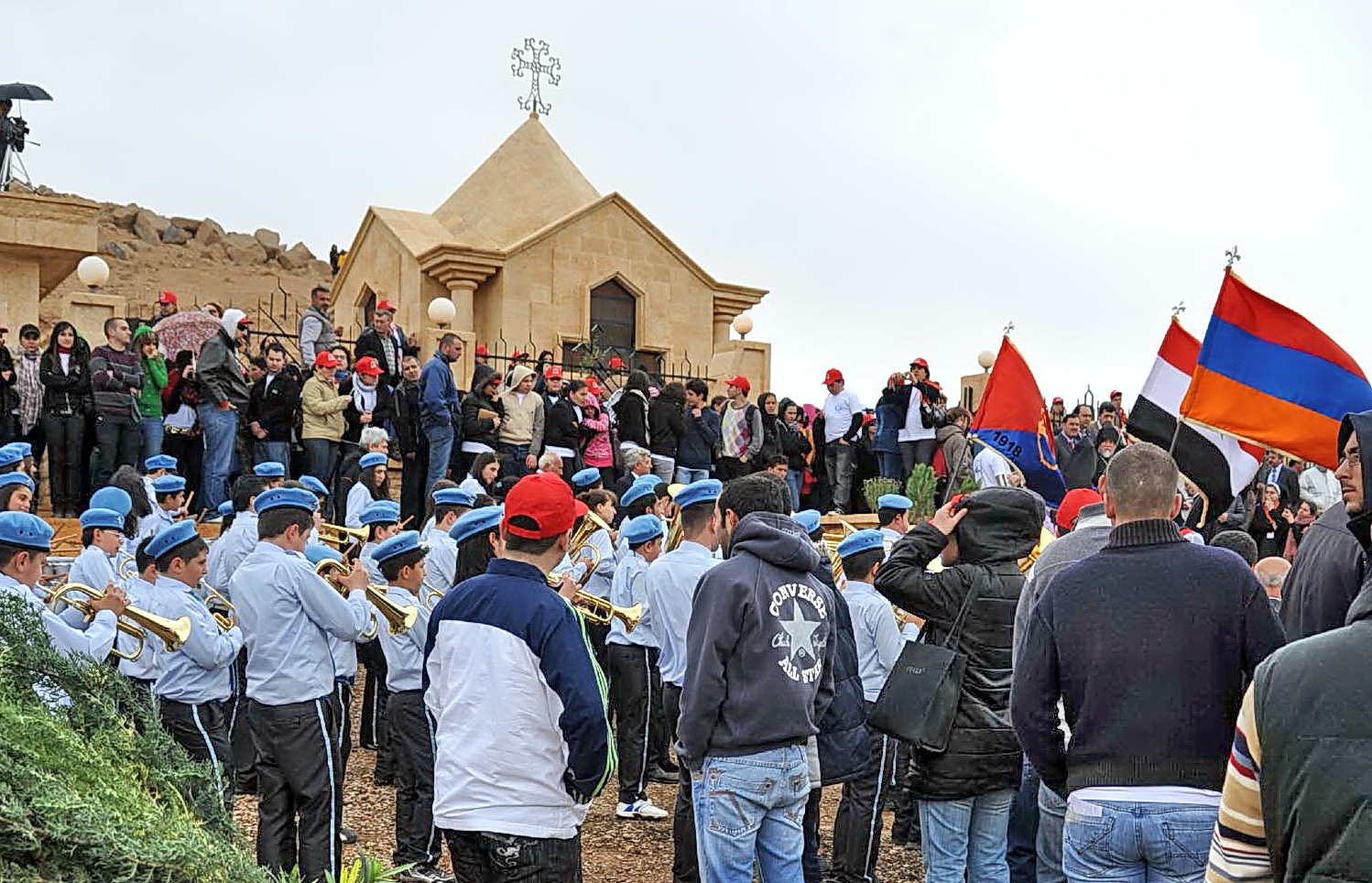
Pellegrini armeni radunati nel villaggio siriano di Margadeh, vicino a Deir ez-Zor, per commemorare il 94 ° anniversario del genocidio armeno

Nel villaggio di Margadeh, (88 km da Deir ez-Zor, una cappella armena dedicata ai massacrati durante il genocidio "ospita alcune delle ossa dei morti". Libanesi e siriani compiono pellegrinaggi a questo memoriale organizzato dalla Chiesa apostolica armena di Aleppo.

Nouritza Matossian ha scritto su Armenian Voice:
Il mese scorso ho visitato il deserto di Deir-ez-Zor nei campi di sterminio, nelle grotte e nei fiumi dove morirono un milione di armeni. Mi è stato mostrato un pezzo di terra che continua a calare. È chiamato il luogo degli armeni. Sono state sepolte così tante migliaia di corpi che il terreno è affondato negli ultimi 80 anni. Femori e costole umani spuntano sulla superficie.
"Per gli armeni, Der Zor è arrivato ad avere un significato vicino ad Auschwitz", ha scritto Peter Balakian sul New York Times: per "ognuno, in modi diversi, un epicentro di morte e un processo sistematico di uccisioni di massa, ciascuno un luogo simbolico, un nome epigrammatico su una mappa oscura. Der Zor è un termine che si attacca a te, o ti si attacca, come una bava o una spina: "r" "z" "o" - duro, segante, simile a un coltello". Nel 2010, il presidente dell'Armenia, Serzh Sarkisian, ha dichiarato: "Molto spesso storici e giornalisti paragonano chiaramente Deir ez Zor ad Auschwitz dicendo che "Deir ez Zor è l'Auschwitz degli armeni ". Penso che la cronologia ci costringa a formulare i fatti in modo inverso: "Auschwitz è il Deir ez Zor degli ebrei".
Il memoriale e il museo sono stati distrutti dall'ISIL nel 2014. Il sito è stato riconquistato nel 2017. Il presidente siriano Bashar al-Assad si è impegnato a ripristinare il sito, nell'ambito della ricostruzione della Siria.

## Galleria d'immagini

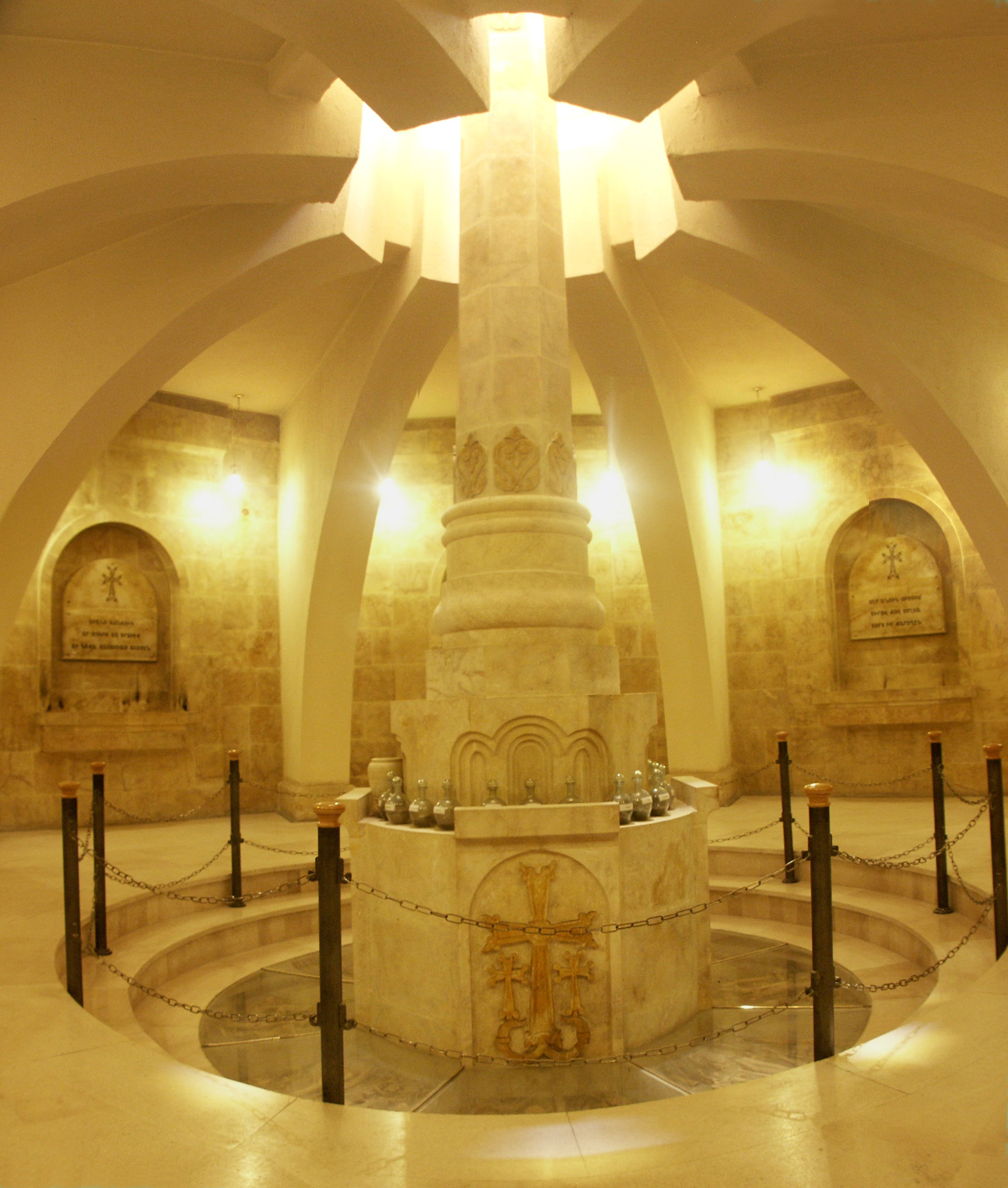
Il museo del genocidio armeno a Deir ez Zor
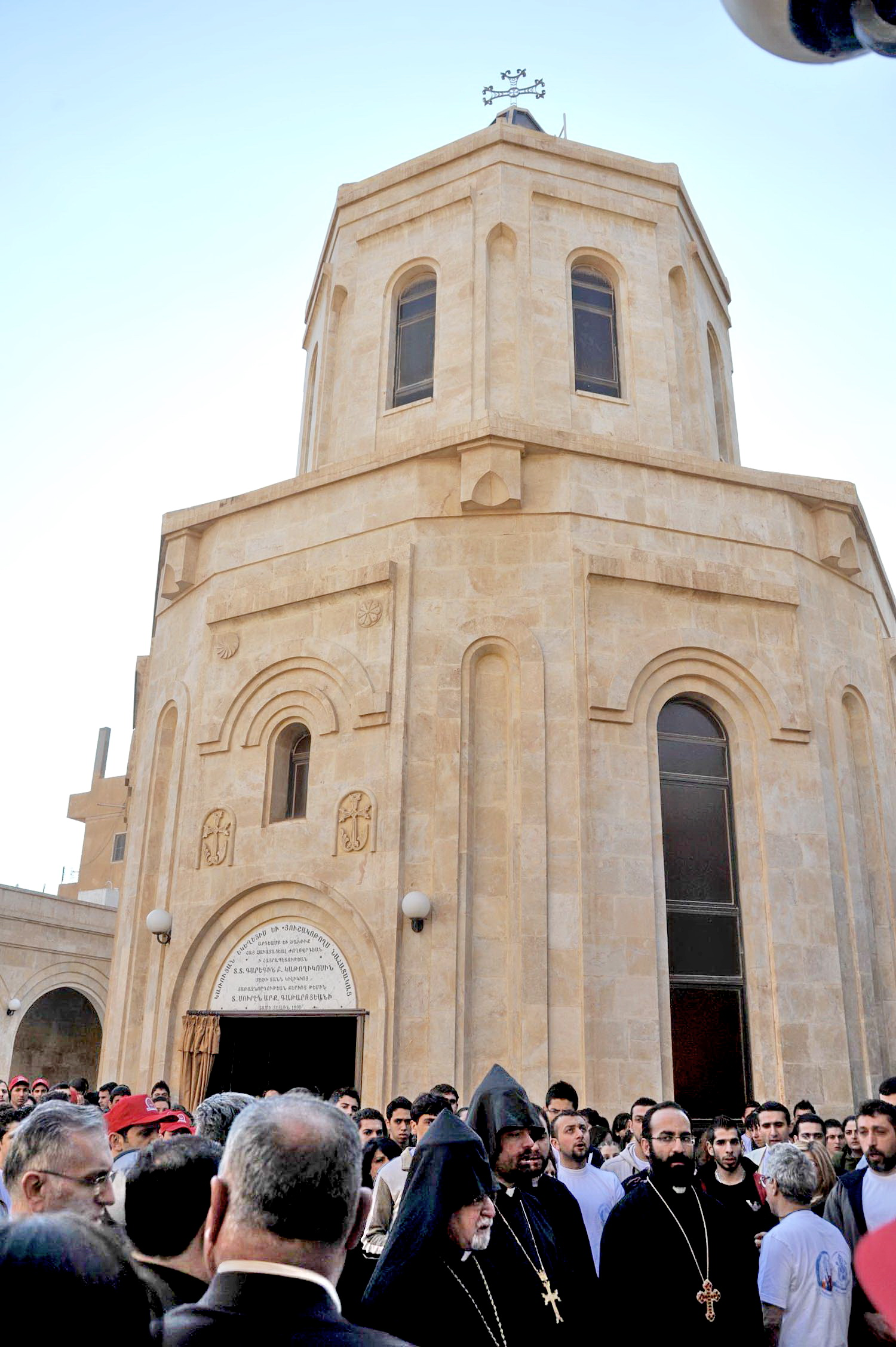
Il memoriale del genocidio armeno a Deir ez Zor
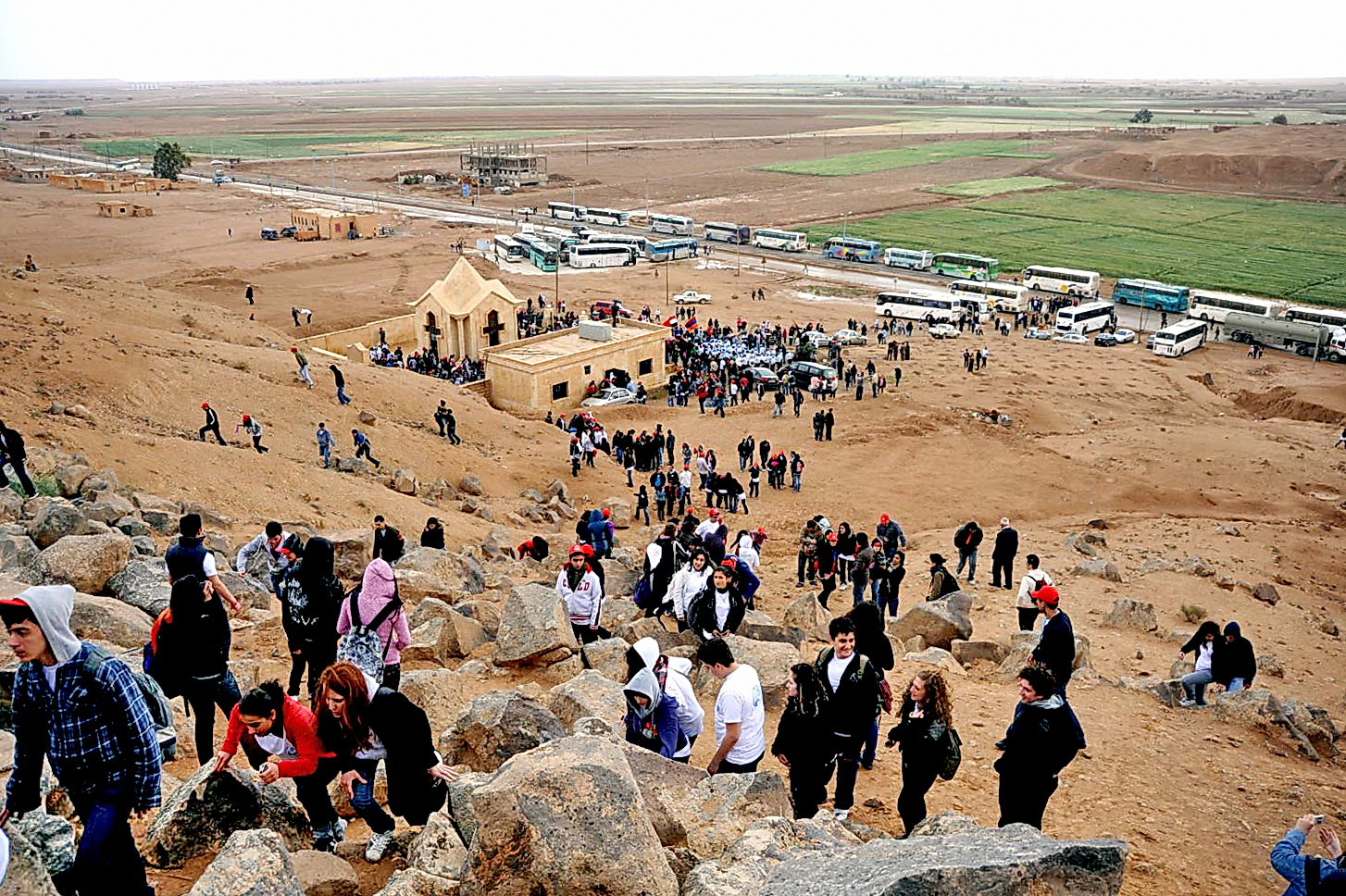
La Cappella Surp Harutyun del villaggio di Margadeh
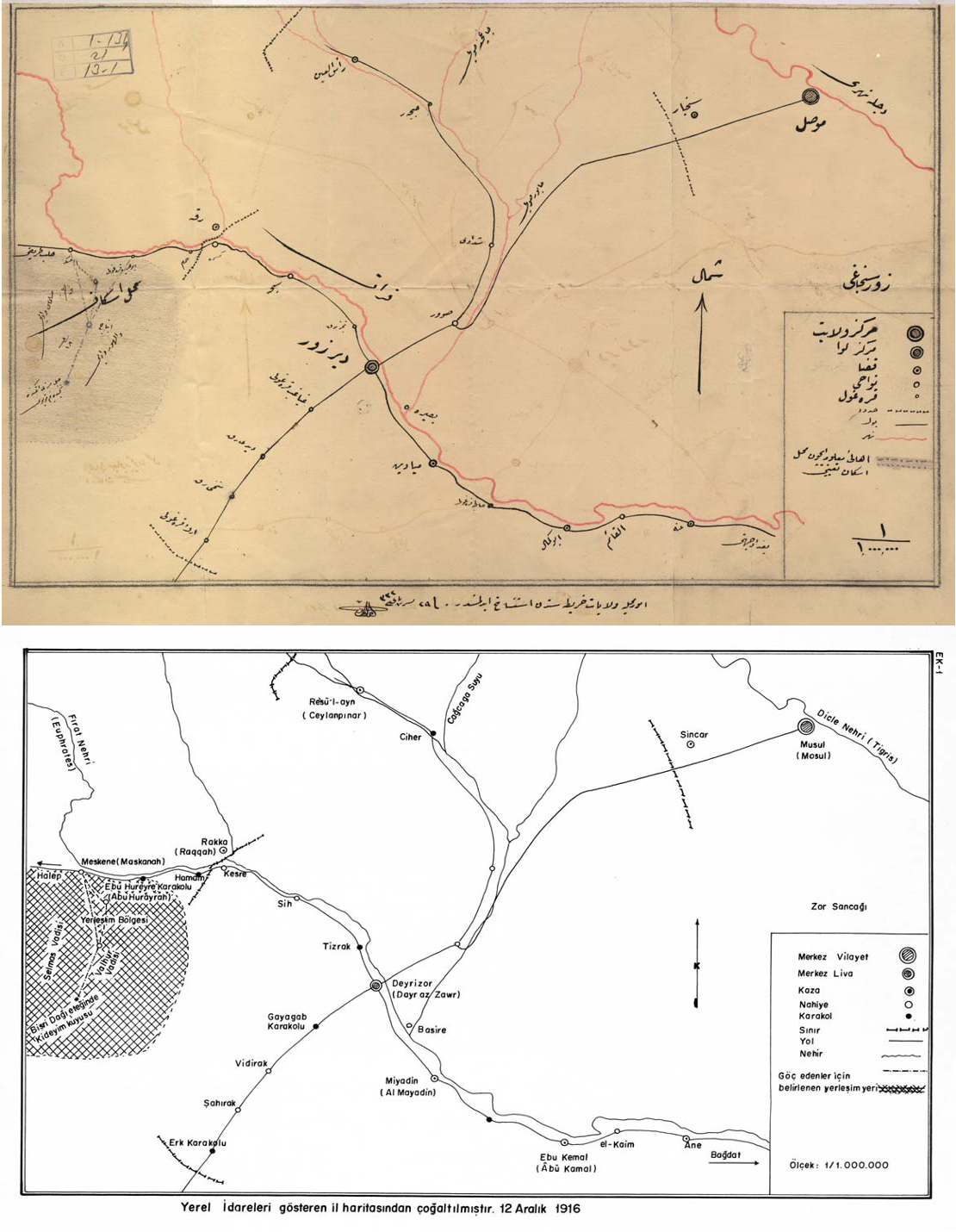
Campo profughi armeno a Deir ez Zor